# Paul Belmondo
Paul Belmondo (Boulogne-Billancourt, 1963. április 23. –) francia autóversenyző, Jean-Paul Belmondo fia.

## Pályafutása

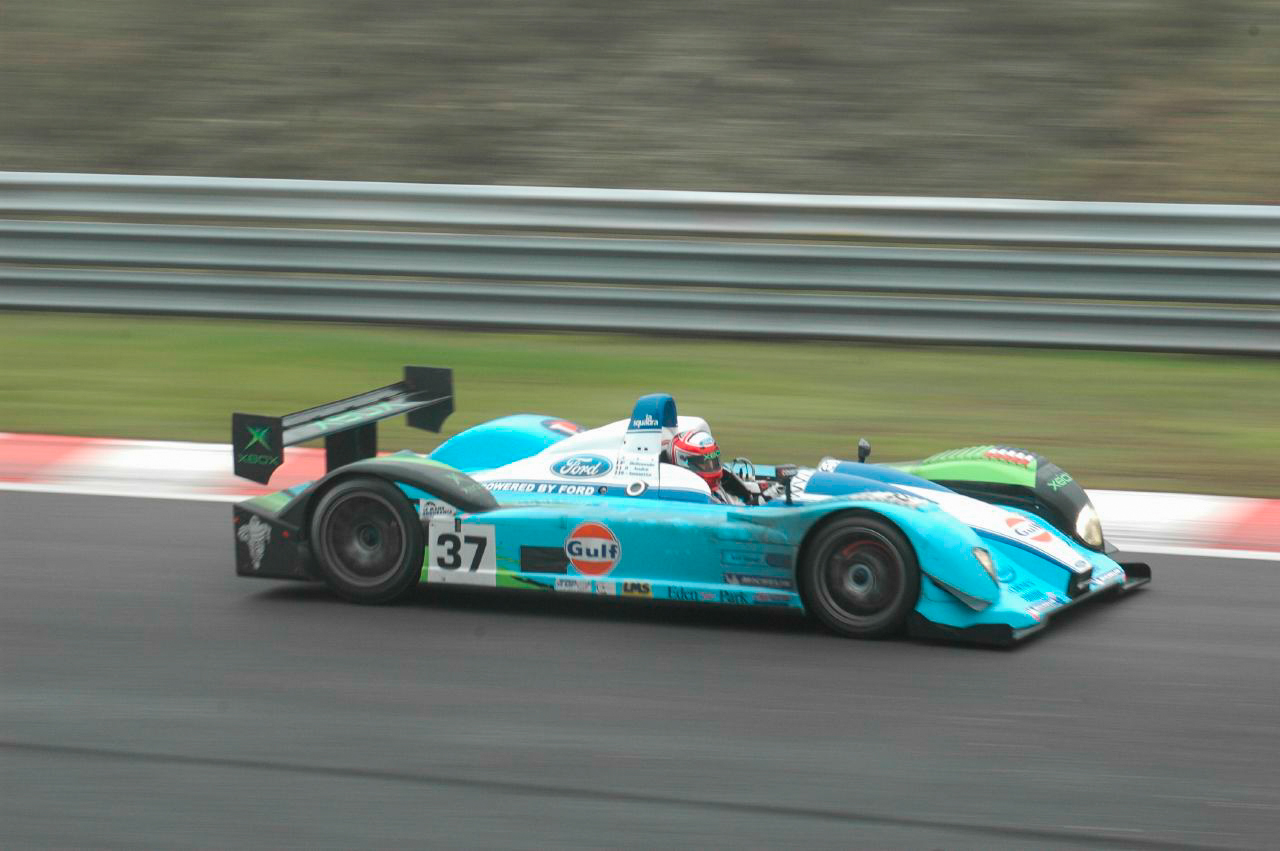
2005-ben a Spa-i 1000 kilométeres versenyen

Pályafutását gokartozással kezdte. 1983-ban egy futamgyőzelemmel a hetedik helyen zárta a francia Formula Renault sorozatot.
1984 és 1986 között a Francia Formula–3-as bajnokságban vett részt. Ez időszak alatt egy versenyen lett első, legjobb összetett helyezését pedig az 1984-es szezonban érte el amikor is a negyedik helyen végzett az év végi összesítésben. 1987 és 1991 között a nemzetközi Formula–3000-es sorozatban versenyzett.
1992-ben debütált a Formula–1-ben a March Engineering csapatával. Tizenegy versenyen vett részt, melyből mindössze öt alkalommal tudta magát kvalifikálni a futamra. A magyar nagydíj után az olasz Emanuele Naspetti vette át a helyét a csapatban. Az 1994-es szezonban a Pacific Grand Prix alakulatában az év összes versenyén részt vett. Paul azonban csak a monacói és a spanyol verseny hétvégéjén érte el az induláshoz szükséges limitet.
Rövid Formula–1-es karrierjét követően inkább túraautó versenyeken állt rajthoz. Hosszútávú autóversenyeken, valamint az FIA GT bajnokság futamain indult. 2001 és 2006 között öt alkalommal vett részt a Dakar-ralin.

## Eredményei

### Teljes Formula–1-es eredménysorozata
(Táblázat értelmezése)

(Félkövér: pole-pozícióból indult; dőlt: leggyorsabb kört futott) 

| Év   | Csapat             | Modell       | Motor     | 1      | 2      | 3      | 4      | 5      | 6      | 7      | 8      | 9      | 10     | 11     | 12     | 13     | 14     | 15     | 16     | Helyezés | Pont |
| ---- | ------------------ | ------------ | --------- | ------ | ------ | ------ | ------ | ------ | ------ | ------ | ------ | ------ | ------ | ------ | ------ | ------ | ------ | ------ | ------ | -------- | ---- |
| 1992 | March F1           | March CG911  | Ilmor V10 | RSA Nk | MEX Nk | BRA Nk | ESP 12 | SMR 13 | MON Nk | CAN 14 | FRA Nk | GBR Nk | GER 13 | HUN 9  | BEL    | ITA    | POR    | JPN    | AUS    |          | 0    |
| 1994 | Pacific Grand Prix | Pacific PR01 | Ilmor V10 | BRA Nk | PAC Nk | SMR Nk | MON Ki | ESP Ki | CAN Nk | FRA Nk | GBR Nk | GER Nk | HUN Nk | BEL Nk | ITA Nk | POR Nk | EUR Nk | JPN Nk | AUS Nk |          | 0    |

### Le Mans-i 24 órás autóverseny
| Év   | Csapat                 | Autó            | Csapattárs           | Csapattárs       | Helyezés        | Kiesés oka  |
| ---- | ---------------------- | --------------- | -------------------- | ---------------- | --------------- | ----------- |
| 1985 | New-Man Joest Racing   | Porsche 956     | Maurizio de Narvaez  | Kenper Miller    | Kiesett         | Baleset     |
| 1987 | Brun Motorsport        | Porsche 962C    | Michel Trollé        | Pierre de Thoisy | Kiesett         | Baleset     |
| 1988 | Courage Compétiton     | Courage C22     | François Migault     | Katajama Ukjó    | Kiesett         | Baleset     |
| 1989 | Obermaier Racing       | Porsche 962C    | Jürgen Lässig        | Pierre Yver      | Kiesett         | Baleset     |
| 1993 | TWR Jaguar Racing      | Jaguar XJ220    | Jay Cochran          | Andreas Fuchs    | Kiesett         |             |
| 1995 | Venturi Automobiles SA | Venturi 660LM   | Jean-Marc Gounon     | Arnaud Trévisiol | nem értékelhető |             |
| 1996 | Ennea SRL Igol         | Ferrari F40 GTE | Jean-Marc Gounon     | Éric Bernard     | Kiesett         | Elektronika |
| 2004 | Paul Belmondo Racing   | Courage C65     | Claude-Yves Gosselin | Marco Saviozzi   | Kiesett         | Baleset     |
| 2005 | Paul Belmondo Racing   | Courage C65     | Didier André         | Rick Sutherland  | 22.             |             |